# Karl Dönitz
Karl Dönitz (tiếng Đức: [ˈkaɐ̯l ˈdøːnɪts] ⓘ; ngày 16 tháng 9 năm 1891 – ngày 24 tháng 12 năm 1980) là một đô đốc người Đức đóng vai trò quan trọng ở lịch sử hải quân của chiến tranh thế giới thứ hai. Dönitz tiếp nối Adolf Hitler với tư cách người đứng đầu nhà nước Đức.
Ông bắt đầu sự nghiệp ở hải quân Đế quốc Đức (Kaiserliche Marine) trước chiến tranh thế giới thứ nhất. Năm 1918 ông là chỉ huy tàu ngầm UB-68 bị bắn chìm bởi Hải quân Anh. Donitz sau đó bị bắt làm tù binh. Trong thời gian làm tù binh chiến tranh, Dönitz đã sáng tạo ra chiến thuật tàu ngầm mà sau này ông gọi nó là Rudeltaktik (thường được gọi là chiến thuật bầy sói), theo đó cần tập trung các tàu ngầm để cùng tấn công các nhóm tàu vận tải của đối phương thay vì đi đơn lẻ từng chiếc. Vào thời gian đầu của Chiến tranh thế giới thứ hai, ông là sĩ quan tàu ngầm cao cấp trong Hải quân Đức Quốc xã (Kriegsmarine). Tháng 1 năm 1943, Dönitz được thăng quân hàm Thủy sư Đô đốc và thay thế cho Erich Raeder trở thành Tư lệnh lực lượng Hải quân Đức Quốc xã.
Vào ngày 30 tháng 4 năm 1945, sau khi Hitler tự sát và theo di nguyện trước khi chết của ông, Dönitz được chỉ định làm người đứng đầu nhà nước, kiêm nhiệm chức vụ Tổng thống Đức và Tổng Tư lệnh tối cao quân lực. Vào ngày 7 tháng 5 năm 1945, ông ra lệnh cho Alfred Jodl, Tham mưu trưởng Hành quân của Bộ chỉ huy tối cao quân lực (OKW) ký Văn kiện đầu hàng của Đức tại Reism, Pháp. Dönitz sau đó giữ vai trò làm người đứng đầu Chính phủ Flensburg cho đến khi chính phủ này bị Lực lượng đồng minh tuyên bố giải thể vào ngày 23 tháng 5. Tại phiên tòa xét xử tội phạm chiến tranh ở Nuremberg, Dönitz bị kết án là tội phạm chiến tranh và bị tuyên phạt 10 năm tù giam. Sau khi ra tù, ông sống bình lặng tại vùng quê gần Hamburg cho đến khi qua đời năm 1980.

## Tuổi trẻ và sự nghiệp
Dönitz sinh ngày 16 tháng 9 năm 1891 tại thị trấn Grünau, gần Berlin với mẹ ông là bà Anna Beyer và cha, ông Emil Dönitz, một kỹ sư. Karl có một người anh trai. Năm 1910, Dönitz gia nhập Lực lượng Hải quân Đế quốc Đức.
Vào ngày 27 tháng 9 năm 1913, Dönitz được phong quân hàm Thiếu úy trong Lực lượng Hải quân. Khi chiến tranh thế giới thứ nhất bắt đầu, ông phục vụ trên tàu tuần dương hạng nhẹ SMS Breslau chiến đấu trên Địa Trung Hải. Tháng 8 năm 1914, tàu Breslau và chiến hạm SMS Goeben được chuyển giao lại cho Hải quân Đế quốc Ottoman; hai tàu sau đó đã được đổi tên thành Midilli và Yavuz Sultan Selim. Ngày 22 tháng 3 năm 1916, Dönitz được thăng quân hàm Trung úy. Khi tàu Midilli cập cảng để sửa chữa, Dönitz được giao nhiệm vụ tạm thời chỉ huy sân bay tại Dardanelles. Kể từ đó, ông đã đề nghị được thuyên chuyển công tác đến Lực lượng tàu ngầm, tuy nhiên phải mãi đến tháng 10 năm 1916 điều này mới diễn ra. Dönitz lúc đầu làm sĩ quan trinh sát trên tàu ngầm U-39, từ tháng 2 năm 1917 trở đi ông trở thành chỉ huy của tàu UC-25. Vào ngày 2 tháng 7 năm 1918, Dönitz trở thành chỉ huy tàu UB-68 tham chiến trên Địa Trung Hải. Vào ngày 4 tháng 10, sau khi gặp phải một số lỗi kỹ thuật, UB-68 đã bị Hải quân Anh đánh chìm, còn bản thân Dönitz bị bắt và giam giữ trên đảo Malta. Ông nhận ra rằng các tàu vận tải được sản xuất vào năm 1917 đã có khả năng ngăn ngừa được các cuộc tấn công của U-boat, qua đó kết thúc hy vọng vào chiến thắng trên biển của người Đức. Tuy nhiên Dönitz cũng nhận thấy rằng các tàu vận tải này có thể đánh phá thành công vào ban đêm với một số lượng lớn tàu U-boat.

## Giữa hai cuộc thế chiến
Thế chiến thứ nhất kết thúc năm 1918, tuy nhiên Dönitz vẫn bị người Anh giam giữ. Đến tháng 7 năm 1920 ông mới được trở về nước Đức. Sau khi trở về nước, Dönitz tiếp tục phục vụ trong Lực lượng hải quân của Cộng hòa Weimar. Ngày 10 tháng 1 năm 1921, ông trở thành Đại úy. Dönitz chỉ huy các tàu phóng lôi, và được thăng quân hàm Thiếu tá vào ngày 1 tháng 11 năm 1928.
Ngày 1 tháng 9 năm 1933 Dönitz trở thành Trung tá hải quân và được giao chỉ huy tàu tuần dương Emden, nơi các học viên và chuẩn úy hải quân đã mất một năm trời đi biển để học cách điều khiển nó.
Năm 1935, Hải quân cộng hòa Weimar(Reichsmarine) được đổi tên thành Kriegsmarine bởi Đảng Quốc xã. Lúc ấy Đức vẫn bị cấm sở hữu tàu ngầm do các điều khoản của Hòa ước Versailles. Đến ngày 18 tháng 6 năm 1935, Vương quốc Anh và Đức ký kết Hiệp ước Hải quân Anh - Đức. Điều này cho phép nước Đức được sở hữu các loại tàu ngầm nhỏ. Vào ngày 1 tháng 9 năm 1935, Dönitz được thăng quân hàm Đại tá. Ông được giao chỉ huy đội tàu ngầm nhỏ đầu tiên của Đức, bao gồm các tàu U-7, U-8 và U-9. Người Anh khi ấy tin rằng tàu ngầm không còn là mối đe dọa với họ vì khi lặn xuống mặt nước chúng có thể được xác định bằng xung âm thanh qua việc sử dụng kỹ thuật sóng âm phản xạ (sonar) hoặc thiết bị chống tàu ngầm (ASDIC). Người Đức cũng có chung nhận định tương tự. Tuy nhiên, Dönitz đề xuất nên tấn công các đoàn tàu vận tải của đối phương vào ban đêm với đội tàu U-boat nổi trên mặt nước, nơi chúng có tốc độ nhanh hơn các tàu vận tải và bắn ngư lôi ở khoảng cách 600 yard (550 mét).
Học thuyết hải quân của Đức lúc bấy giờ, dựa trên học thuyết của Đô đốc Mỹ Alfred Mahan và được đông đảo hải quân các nước đón nhận, kêu gọi xây dựng một hạm đội tàu ngầm kết hợp với đầy đủ lực lượng trên mặt nước để đối phó với các tàu chiến của đối phương. Tháng 11 năm 1937, Dönitz thuyết phục các cấp trên về tính khả thi của việc tấn công các tàu thương mại, đồng thời ông cũng chịu sức ép cho việc thay đổi phần lớn các tàu trong Hạm đội Hải quân Đức lúc bấy giờ sang tàu ngầm U-boat. Dönitz biện hộ cho phương án tấn công các tàu thương mại (guerre de course), đồng thời chỉ ra rằng việc tiêu diệt các tàu chở dầu của Anh Quốc sẽ làm cạn kiệt nguồn nhiên liệu cho các tàu chiến của Hải quân Hoàng gia Anh. Cách hiệu quả nhất đó là dùng thủy lôi để bắn chìm các tàu này. Dönitz cũng tranh luận thêm rằng Hạm đội Đức với lực lượng 300 tàu U-boat kiểu VII mới có thể loại Anh ra khỏi vòng chiến.

## Tổng thống Đức Quốc Xã
Dönitz ngưỡng mộ Hitler và ca ngợi những phẩm chất mà ông nhận thấy trong vai trò lãnh đạo của Adolf. Vào tháng 8 năm 1943, ông nhận xét;  "bất cứ ai nghĩ rằng mình có thể làm tốt hơn Quốc trưởng là ngu ngốc."  Mối quan hệ của Dönitz với Hitler được củng cố mãnh mẽ cho đến cuối cuộc chiến, đặc biệt là sau âm mưu ngày 20 tháng 7, vì các sĩ quan tham mưu hải quân không tham gia. Thậm chí, sau chiến tranh, Dönitz nói rằng ông không bao giờ có thể tham gia vào những kẻ chủ mưu chống lại Lãnh tụ. 
Dönitz đã cố gắng giúp thấm nhuần tư tưởng Quốc Xã trong các sĩ quan của mình.  Các sĩ quan hải quân được yêu cầu tham gia một khóa học giáo dục kéo dài 5 ngày về hệ tư tưởng Quốc xã. Lòng trung thành của Dönitz đối với Quốc trưởng là nguyên nhân khiến Hitler nhờ sự lãnh đạo của Dönitz, không bao giờ cảm thấy bị hải quân bỏ rơi. Để biết ơn, Hitler đã bổ nhiệm ông làm người kế nhiệm trước khi tự sát.
Từ giữa tháng 4 năm 1945, Dönitz và các thành phần còn lại của chính phủ Đế chế chuyển đến các tòa nhà của Doanh trại Stadtheide ở Plön. Trong di chúc và di chúc của mình, ngày 29 tháng 4 năm 1945, Hitler đã chỉ định người kế nhiệm Dönitz là Staatsoberhaupt (Nguyên thủ quốc gia), với các chức danh Reichspräsident (Tổng thống) và Tư lệnh tối cao của các lực lượng vũ trang. Tài liệu tương tự nêu tên Bộ trưởng Tuyên truyền Joseph Goebbels làm Người đứng đầu Chính phủ với chức danh Reichskanzler (Thủ tướng). Hơn nữa, Hitler tuyên bố cả Hermann Göring và Heinrich Himmler là những kẻ phản bội và khai trừ họ khỏi đảng. Ông đã tự sát vào ngày 30 tháng Tư.
Vào ngày 1 tháng 5, một ngày sau khi Hitler tự sát, Goebbels tự sát.  Do đó, Dönitz trở thành đại diện duy nhất của chính quyền Đức Quốc xã. Vào ngày 2 tháng 5, chính phủ mới được thành lập tại vùng Flensburg-Mürwik, nơi Karl ở lại cho đến khi bị bắt vào ngày 23 tháng 5 năm 1945. Một ngày trước đó, Dönitz đã phát biểu trên đài phát thanh toàn quốc, trong đó ông thông báo về cái chết của Hitler và tuyên bố chiến tranh đã kết thúc.